# Corse durant la Seconde Guerre mondiale
Seconde guerre mondiale
La Corse, pendant la Seconde Guerre mondiale, est occupée par les fascistes italiens, mais est officiellement dans la Zone libre appartenant au régime de Vichy. Plusieurs Corses, dont des pionniers de premier plan de la défense de la culture corse, décident de s’allier avec les Italiens et les vichystes, tandis qu'une autre partie, notamment des communistes, rejoignent la résistance.

## Collaboration corse
La 20e division d'infanterie « Friuli » du VIIe Corps d'armée débarqua sans opposition en Corse. L'absence de résistance corse et la volonté d'éviter des ennuis avec le régime de Vichy limitèrent le recrutement italien de Corses, à l'exception d'un bataillon de travail en mars 1943. La population corse manifesta initialement un certain soutien aux Italiens, en partie grâce à la propagande irrédentiste. La garnison du VIIe Corps comprenait finalement la 20e division d'infanterie « Friuli » et la 44e division d'infanterie « Cremona », les 225e et 226e divisions côtières, un bataillon d'Alpins et un bataillon blindé. La garnison fut commandée par le général Umberto Mondino jusqu'à la fin décembre 1942, date à laquelle le général Giacomo Carboni prit le relais jusqu'en mars 1943, suivi du général Giovanni Magli jusqu'en septembre 1943. La force d'occupation initiale de 30 000 soldats italiens s'éleva à un peu moins de 85 000 hommes, un nombre énorme par rapport à la population corse de 220 000 habitants.
Certains officiers militaires corses ont collaboré avec l'Italie, notamment le major Pantalacci (ret.) et son fils Antoine, le colonel Mondielli, le colonel Simon Pierre Cristofini et Marta Renucci, sa femme, la première femme journaliste corse. Cristofini a collaboré au début de 1943 et (en tant que chef des troupes d'Ajaccio) a aidé l' armée italienne à réprimer le Maquis , avant l'armistice italien de septembre 1943. Il a travaillé avec l'écrivain corse Petru Giovacchini, qui a été nommé gouverneur potentiel de la Corse, si l'Italie annexait l'île. Français Dans les premiers mois de 1943, les irrédentistes, sous la direction de Giovacchini et Bertino Poli, ont diffusé de la propagande dans le public, promouvant l'unification de la Corse en un « gouvernorat de Corse », similaire au gouvernorat de Dalmatie de 1941. Le soutien public à l'occupation italienne était tiède jusqu'à l'été 1943. Benito Mussolini a reporté l'unification jusqu'à un traité de paix après la victoire anticipée de l'Axe, principalement en raison de l'opposition allemande aux revendications irrédentistes.

### Administration

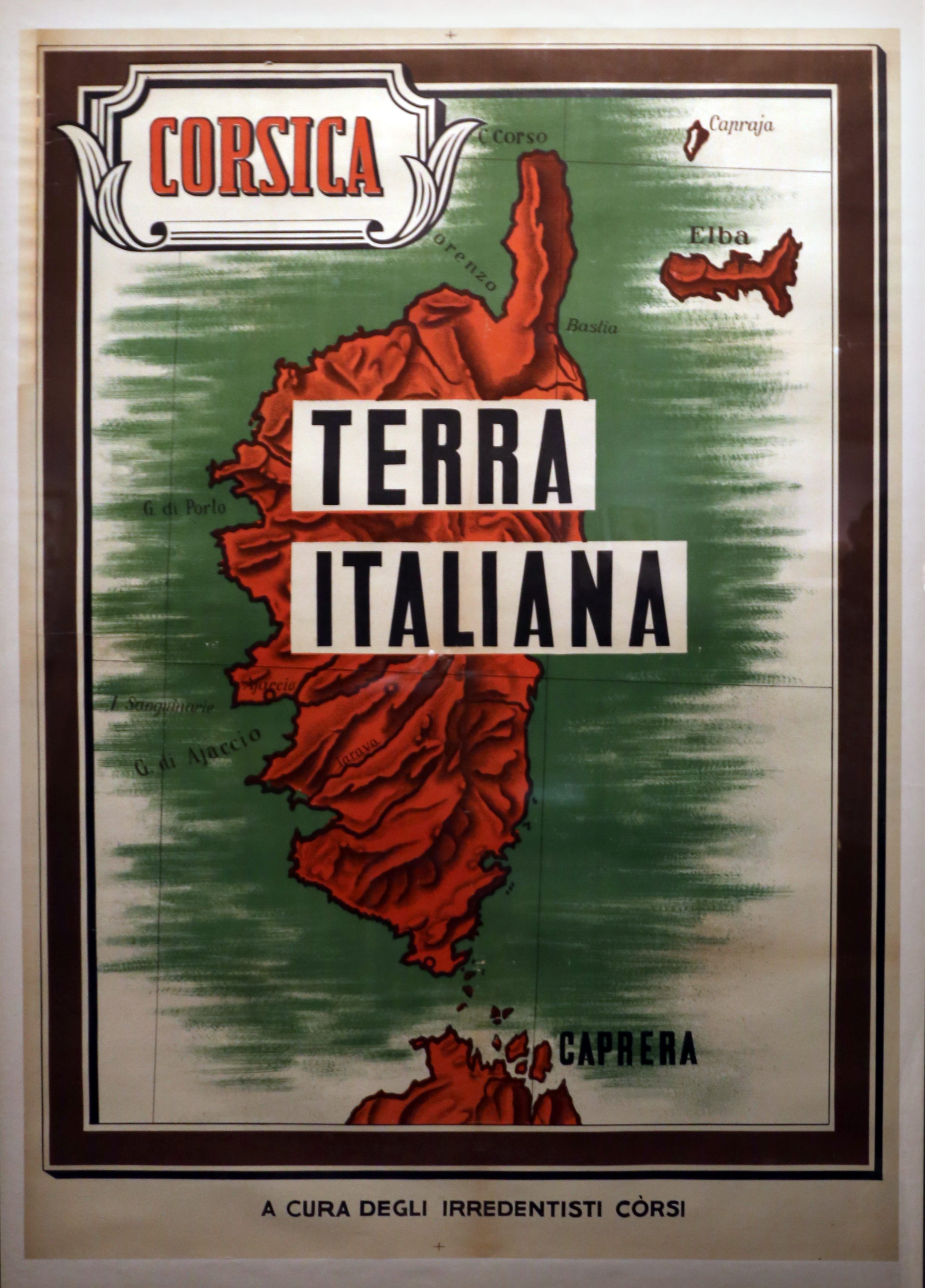
Affiche de propagande irrédentiste corse.

La vie sociale et économique en Corse était administrée par les autorités civiles françaises, le préfet et quatre sous-préfets à Ajaccio, Bastia, Sartène et Corte. Cela a contribué à maintenir le calme sur l'île pendant les premiers mois de l'occupation italienne. Le 14 novembre 1943, le préfet a réaffirmé la souveraineté française sur l'île et a déclaré que les troupes italiennes avaient été des occupants.

### Antisémitisme
Des actes d'antisémitisme sont signalés dans plusieurs villes de Corse. Des Corses manifestent leur hostilité aux Juifs en distribuant des tracts antisémites et en maculant les vitrines de commerce leur appartenant. La presse pétainiste et judéophobe corse comme le Bastia journal du 21 juin 1941 fustige « les fauteurs de discorde, Juifs échappés des ghettos, francs-maçons chassés de leurs termitières, communistes impénitents, apatrides saboteurs ». La presse catholique à travers le Bulletin diocésain d’août 1941 justifie la persécution que les Juifs subissent «…parce qu’ils commençaient à trop s’identifier avec les peuples au milieu desquels ils vivaient et qu’ils étaient en train de perdre leur originalité ; alors Dieu a permis qu’ils fussent ramenés durement à leur destinée ». Juste après la rafle du vél d’Hiv, l'année suivante, cette même publication diocésaine du 24 août 1942 récidive en justifiant les persécutions du peuple juif qui n’aurait pas reconnu Jésus comme le Messie.
En Corse, comme ailleurs, les journaux autorisés ont parfois publié des articles antisémites. Ainsi Bastia-Journal et La Dépêche corse ont colporté la rumeur d'une arrivée massive de Juifs qui, sous couvert de tourisme, viendraient manger la nourriture des Corses. Les émissions en langue corse d'une radio italienne émettant de Turin faisaient écho à cette rumeur, sur la foi de lettres adressées par « nos amis corses », qui se demandaient « avec amertume ce que viennent faire ces rats hébraïques dans la patrie de Pascal Paoli » (!), ajoutant : « est-ce uniquement pour manger nos jambons (!) ou pour faire de notre île une véritable colonie juive ? » (citation reprise dans le livre d’Hélène Chaubin, La Corse à l'épreuve de la guerre, p. 90)

## Résistance corse
En 1942, la résistance corse manque de moyen, alors que, lorsqu'arrive les fascistes italiens en Corse, tout bascule.
L'Italie, appuyée par des irrédentiste locaux, met en place l'OVRA en Corse comme elle l'utilisait en Italie (les fascistes italiens voulant à terme annexer la Corse du fait de sa population italique), l'OVRA traque désormais sans relâche les résistants, surtout communistes, mais elle ne persécute pas les Juifs.
Alors que débute l'opération Pearl Harbour, l'OVRA, service secret chargé de traquer les antifascistes met en œuvre la traque des résistants, commettant des tortures effroyables sur tout résistant capturé et les enfermant dans des prisons, avant d'en faire exécuter plusieurs.
Le 11 décembre 1942, le capitaine Bonifaci, qui fait partie des services français de renseignements, est ainsi arrêté en Corse, avant d'être incarcéré à Rome. Il est le premier d’une longue liste. En 1943, avec l’installation de la police politique fasciste, l’OVRA, la répression accompagne. Contrairement à ce que pensaient les Italiens, ces actions ne mènent pas à la dissuasion, mais provoque au contraire la montée des résistances. De plus, les fascistes italiens ont tendance à déporter leurs prisonniers vers l'Italie, dans des prisons en Calabre,  Ferramonti Di Tarsia, l'Île d'Elbe ou en internement au camp d’Albereto.
La Résistance française commença bientôt à se développer sous l'impulsion de fidèles habitants locaux (le Maquis, du nom des partisans de Pascal Paoli au XVIIIe siècle) et des dirigeants de la France Libre à partir de décembre 1942, Charles de Gaulle envoyant finalement Paulin Colonna d'Istria d'Algérie pour unifier les mouvements. Renforcée par six passages du sous-marin Casabianca de la France libre, et armée par des parachutages alliés, la Résistance, renforcée, subit une répression féroce de la part de l'OVRA (police fasciste italienne) et des groupes paramilitaires fascistes des Chemises noires, mais gagna en puissance, notamment dans les campagnes.

## Armistice de Cassibile et arrivée des allemands
Le débarquement des allemands, et, en parallèle la Guerre civile italienne fait en sorte que les troupes italiennes restantes de Corse, commandée par Giovanni Magli, qui a reçu Paulin Colonna d'Istria, se retournent contre les allemands et les forces de l’Axe, Giovanni Magli aillant choisie la monarchie et le Roi d'Italie plutôt que Mussolini qui a établi la République sociale italienne, menant ainsi au processus menant à la Libération de la Corse.